# Rui Patrício (político)
Rui Manuel de Medeiros d'Espinay Patrício GOC • GCC • GCIH (Lisboa, 17 de agosto de 1932 - Rio de Janeiro, 3 de fevereiro de 2024) foi um jurista, empresário e político português.

## Biografia
Filho de Emílio d'Espinay Patrício (9 de Dezembro de 1899 - ?), cuja mãe era filha de uma família franco-alemã, residente no Porto, e de sua mulher Maria Augusta de Macedo Goulart de Medeiros (19 de Abril de 1904 - ?).
Na Faculdade de Direito da Universidade de Lisboa licenciou-se em direito, em 1955, e terminou o Curso Complementar de Ciências Político-Económicas, em 1956.
No ano subsequente ao da conclusão da sua licenciatura, em 1956, foi contratado como jurista do Gabinete do Ultramar, onde permaneceu até 1957. Já na década de 1960 colaborou com a Comissão de Coordenação dos Serviços Provinciais de Planeamento e Integração Económica, bem como na secção dedicada ao ultramar e do Plano Intercalar de Fomento.
Em 1958 tornou-se assistente da Faculdade de Direito da Universidade de Lisboa, aí se mantendo até 1963. Nessa qualidade lecionou disciplinas jurídico-económicas e jurídico-políticas (economia política, finanças públicas, direito fiscal, direito corporativo, direito constitucional e direito internacional público). Subsequentemente, leccionou Organização e Administração de Empresas, no Instituto de Estudos Sociais, atual ISCTE-IUL.
Desde os anos 1960 foram cometidas a Rui Patrício funções de representação do governo português a nível internacional — em 1961 integrou a delegação nacional enviada ao Congresso da Câmara do Comércio Internacional, que teve lugar na Dinamarca; dois anos depois, fez parte da delegação ao Congresso Mundial do Petróleo na Alemanha Ocidental; em 1964 representou o Ministério da Educação Nacional na conferência da OCDE dedicada à discussão do financiamento da educação.
Nomeado Subsecretário de Estado do Fomento Ultramarino, por Oliveira Salazar, em 1965, Patrício iniciaria então uma pujante carreira governativa, que só terminaria com o golpe de 25 de abril de 1974. Em 1970 Marcello Caetano designou-o Ministro dos Negócios Estrangeiros, sendo um dos rostos da política de manutenção das colónias portuguesas, então designadas "províncias ultramarinas", fortemente contestada pela comunidade internacional, desde logo no seio das Nações Unidas
No 25 de Abril Rui Patrício, foi para o Quartel do Carmo, tal como Caetano e com ele saiu na chaimite Bula. Uns meses depois, foi para Paris, de onde se exilou no Brasil. Nesse país fez um Curso Intensivo de Gestão de Empresas da Fundação Getulio Vargas, em 1975, e deu início a uma carreira como empresário. Foi, nomeadamente, vice-presidente do Conselho de Administração do Grupo Monteiro Aranha, entre 1976 e 1991; foi também administrador da Masa-Alsthom, Hochtief, Ericsson Brasil, Telesp Celular e AXA Seguros. Foi ainda administrador não executivo da Jerónimo Martins.

### Condecorações
A 9 de Abril de 1968 foi feito Grande-Oficial da Ordem Militar de Nosso Senhor Jesus Cristo, a 25 de Abril de 1970 foi elevado a Grã-Cruz da mesma Ordem e a 21 de Junho de 1972 foi agraciado com a Grã-Cruz da Ordem do Infante D. Henrique.